# カーティス・ハッセイ
カーティス・ハッセイ（Curtis Jonathan "Curt" Hussey、1981年7月22日 - ）はアメリカ合衆国のプロレスラー。マサチューセッツ州ボストン出身。ファンダンゴ（Fandango）のリングネームでWWEに所属していた。

## 来歴
キラー・コワルスキー主宰のキャンプにてトレーニングを開始し、1999年にプロレスデビュー。インディー団体で活動し、多数のタイトルを獲得。
2006年にWWEと契約し、傘下団体のDSWにてデビュー。そしてDSWがWWEとの関係を解消した後はFCWへと移籍。

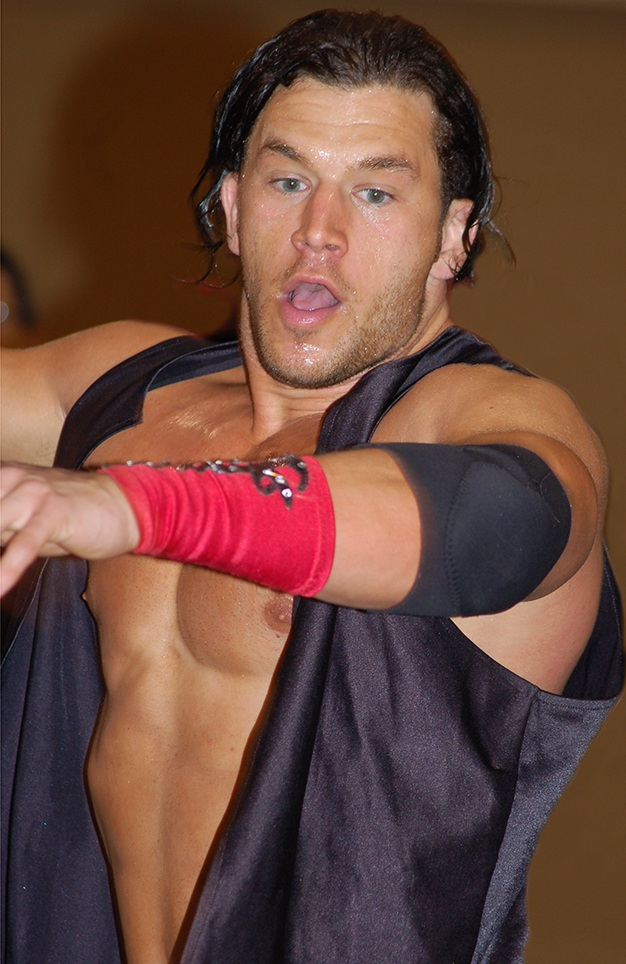
ジョニー・カーティス時代

DSWでは主にトレーニングが中心でジョバーとなっていたが、FCWではトップへと成長。FCWフロリダタッグチーム王座を二度獲得しているもののWWEと契約してから4年間、ダークマッチとハウスショーを除いてWWEに一度も昇格できなかったが、2010年12月、NXTのシーズン4にルーキーとして参加することとなった。プロはNXTのシーズン1でプロを務めた経験があるRトゥルース。派手な技やパフォーマンスはなかったが、確かなレスリング技術を見せて優勝を飾った。
優勝後はWrestleMania XXVIIのバトルロイヤルなどダークマッチを中心に出場しており、表舞台になかなか立てなかった。6月3日のSmackDownでNXT優勝の特典であるプロとのWWEタッグ王座挑戦が実現しないことを嘆くも、直後に"Don't cry over spilt milk"（覆水盆に返らず）と言い自らに牛乳をかけるというスキットに出演。以後数度にわたって英語の諺を紹介するスキットに出演した。8月12日、SmackDownでマーク・ヘンリー戦でデビューするも1分持たずに敗戦した。さらに9月15日放送のSuperstarsではトレント・バレッタとのタッグでウーソズと対戦、一人で勝手にヒール的な行動をとったあげく場外でスーパーキックを決められノックアウトされるなどコミカルな面を見せるが、試合はバレッタがピンフォールされて敗戦した。
2011年11月、NXTのシーズン5にデリック・ベイトマンのパートナーとして登場。しかしベイトマンの彼女でもあるマキシンに手を出す一面を見せている。12月よりベイトマンとはマキシンのことで不仲になる。12月27日のNXTにて、ついにベイトマンと対戦し敗北するも、試合後にマキシンにビンタされた後キスをされ一緒に去っていった。12月25日、NXTにてラスベガスで結婚式を挙げたが、ベイトマンにその行動を公開されマキシンに振られることに。その後はストーカーのようなギミックで、ベイトマンやマキシン、ケイトリンに対し工作を続け、結局マキシンとベイトマンを別れさせることに成功。マキシンと共にNXT脱出を図った策を弄するようになる。
シーズン5のストーリー打ち切りによってギミックは排されたが、ベイトマンとのライバル関係はシーズン6や新生NXTになっても変わらず、その後はマイケル・マクギリカティとタッグを組んで活動することが増え、NXTシーズン4の優勝特典であるWWEタッグ王座戦に満を持して出場したが、王者であるチーム・ヘル・ノーに敗れた。出番も徐々になくなる中、11月よりフラメンコダンサーギミックであるファンダンゴ（Fandango）のリングネームでプロモーションを行い、ハウスショーに出場。

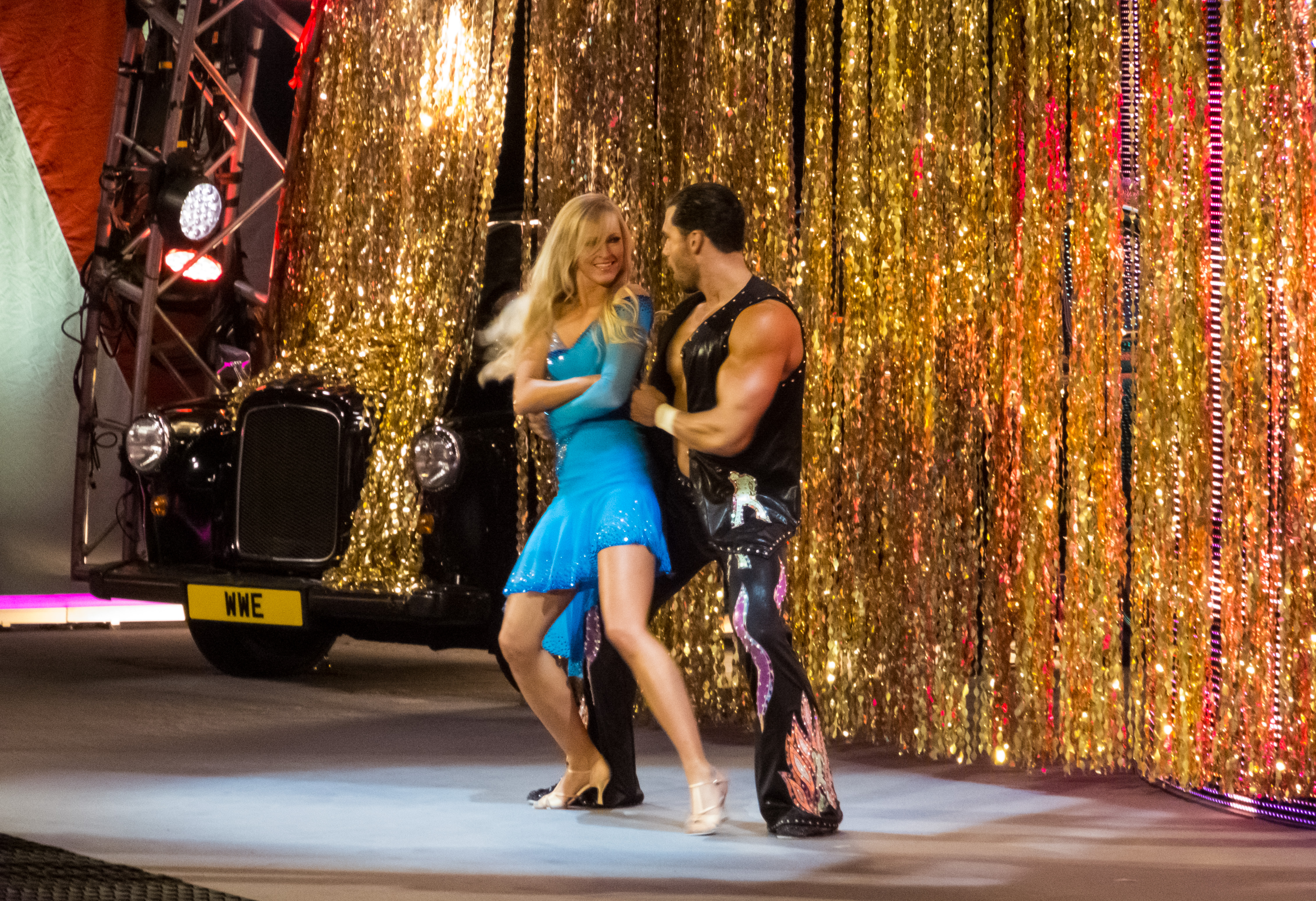
2013年

2013年2月より番組内において再びプロモーションが行われるようになり、3月4日のRaw Old Schoolにて遂にコフィ・キングストンとのシングルマッチが組まれるが、入場する際にリングアナウンサーであるジャスティン・ロバーツの発音に不満を持ち、試合を棄権。以降、RAWとSmackDownにて試合が組まれるものの、リングアナウンサーの発音に対してできるまで試合はしないとアピール。3月18日のRAWにはバックステージにてクリス・ジェリコと対面し、ファンダンゴの発音を強要するがジェリコはまったく付き合おうとせずに茶化す一方で終わった。この一件によりファンダンゴはジェリコを狙うようになり、ジェリコの試合に介入し、邪魔をするようになる。そして抗争へと発展し、WrestleMania 29という大舞台でジェリコとの試合が組まれ、キャリアを通して初のWrestleMania出場。そしてファンダンゴとしてのデビュー戦という異例のプッシュを受けた。WrestleMania 29では劣勢となりながらもジェリコに勝利し、ファンダンゴとして初勝利を手にした。
デビュー後、しばらくはフラメンゴダンサーのアンドレア・リンをパートナーとして入場時に踊り合っていたが、後にパートナーをサマー・レイへと変更し、シングルマッチをする時折、ミックスドタッグマッチを行っていた。IC王座の戦線に加わり、王座奪取を期待されていたものの試合中に脳震盪を引き起こした事をきっかけに長期欠場すると共にベルトに手が届かなくなるようになった。
2014年3月よりサンティーノ・マレラ & エマと長期抗争を展開。しかし、抗争途中の4月にサマー・レイが映画のThe Marine 4への出演が決定した為に、措置としてギミック上ミスを犯した事で試合に敗れ、抗争は不完全燃焼での決着となった。サマー・レイ離脱後、パートナーをレイラへと変更。5月に入るとサマー・レイがレイラからファンダンゴを取り返そうと躍起になり、レイラと抗争を展開。しかし、ファンダンゴ自体は勝利より大事な物を手に入れたとしてレイラに愛を告白。この告白にサマー・レイが怒りの形相で乱入する一幕があった。
6月20日、SmackDownにてボー・ダラスとの試合前にサマー・レイから求愛された事により動揺。そしてボー・ダラスとの対戦中にサマー・レイが乱入してきたせいで気を逸らされた事により敗戦した。この一幕の後パートナーをレイラかサマー・レイのどちらを選ぶか悩み続けた。6月29日のPPV、Money in the Bank 2014にてレイラ vs サマー・レイによる遺恨戦でスペシャルレフェリーとして登場し、レイラの勝利で決着したかに思われたが翌30日RAWにてファンダンゴ vs ドルフ・ジグラーとの対戦でサマー・レイが介入して敗戦。そして7月11日のSmackDownにてサマー・レイ vs レイラの試合にて再びスペシャルレフェリーとして登場、両者から最後にどちらを選ぶか迫られた際に結局のところ選ぶ事ができずに踊りだした事から両者に見捨てられてしまった。この一件にレイラとサマー・レイは結託するようになり、ファンダンゴが行う試合において乱入するようになった。サマー・レイ & レイラから見捨てられるとストーリーラインから外れるようになり、8月よりWWE Liveでの出場が中心となっていたが11月23日、PPVであるSurvivor Series 2014 Kickoffにダンスパートナーをローザ・メンデスに迎え、そして入場曲も変更して出場。ジャスティン・ガブリエルと対戦して勝利した。
2015年4月13日、RAWにてスターダストと対戦して敗戦するが、試合後のマイクパフォーマンスにてヒールである事に疑問を感じ以前使用していたChaChaLaLaを流してダンスを披露。同月16日のSmackDownでは入場曲をChaChaLaLaに戻して試合中に乱入してきたローザを放置してアダム・ローズと試合を続け勝利した。
2016年、タイラー・ブリーズとタッグチーム“ブリーザンゴ”を結成、ファッションポリスと称して毎週Smackdown LIVEのバックステージで起こった事件を捜査するパロディ劇を行う。

## その他
- ファンダンゴのギミックになってからファンから圧倒的な支持を受けるようになり、また入場曲であるChaChaLaLaはアメリカ国内及びヨーロッパ圏内のiTunesダウンロードランキングの上位にランクインした[3]。

## 得意技
- ラストダンス

フィニッシャー。トップロープからのダイビング・ギロチンドロップ。
ジョニー・カーティス時代はマイネ・ジャム。ファンダンゴとしての初期はビューティー・イン・モーションの技名で使用。
- ファルコンアロー
- スウィンギング・リバースSTO

ブレイ・ワイアットのシスター・アビゲイルと同型の技。
2013年に少しだけ使われたフィニッシャー。
- ア・ビッド・フェアウェル

変型リバース・パイルドライバー。ジョニー・カーティス時代のフィニッシャー。
- ジョニーキック

フライング・ニールキック
- グッドナイトキッス

シットアウト・パワーボム

## 獲得タイトル
WWE
- NXT : シーズン4優勝
- NXTタッグチーム王座

w / タイラー・ブリーズ
FCW
- FCWフロリダタッグチーム王座 : 2回

w / タイラー・レックス
w / デリック・ベイトマン
その他
- NCWニューイングランド王座 : 1回
- NCWタッグチーム王座 : 1回

w / ダミアン・ヒューストン
- PLWニューイングランド王座 : 1回
- PWF北東ヘビー級王座 : 2回
- PWF北東タッグ王座 : 2回

w / ケン・フェニックス
- SCCWライトヘビー級王座 : 1回

## 入場曲
- Bone Cracker A
- Hang Ten
- I Told You So
- Cha Cha
- ChaChaLaLa - 現在使用中
- Peña Flamenca
- Breezango - 現在使用中